# Kuivasjärvi (sjö i Finland, Södra Österbotten)
Kuivasjärvi är en sjö i Finland. Den ligger i kommunen Alavo i landskapet Södra Österbotten, i den sydvästra delen av landet, 280 km norr om huvudstaden Helsingfors. Kuivasjärvi ligger 113,6 meter över havet. I omgivningarna runt Kuivasjärvi växer i huvudsak blandskog. Den är 0,71 meter djup. Arean är 2,19 kvadratkilometer och strandlinjen är 17,19 kilometer lång. Sjön  ingår i Lappo å huvudavrinningsområde. 